# 6231 Hundertwasser
A 6231 Hundertwasser (ideiglenes jelöléssel 1985 FH) a Naprendszer kisbolygóövében található aszteroida. Antonín Mrkos fedezte fel 1985. március 20-án.